# Berezwecz

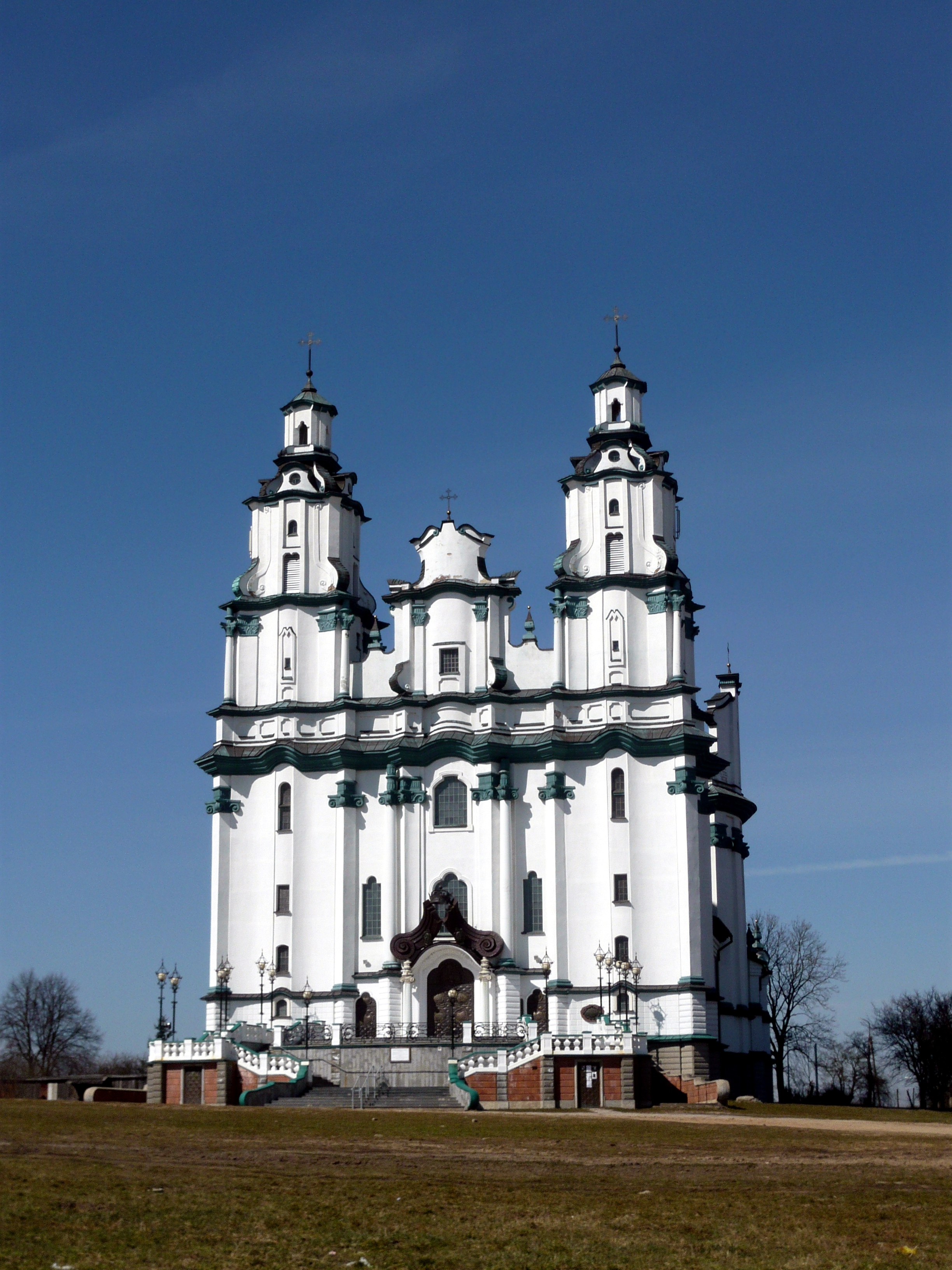
Kościół Zmartwychwstania Pańskiego w Białymstoku, częściowo wzorowany na kościele w Berezweczu

Berezwecz (biał. Беразьве́чча) – północno-wschodnia część miasta Głębokie w obwodzie witebskim na Białorusi. Przed II wojną światową wieś na terenie Polski w ówczesnym powiecie głębockim, w dawnym województwie wileńskim. Berezwecz stanowił garnizon macierzysty batalionu KOP „Berezwecz”. Leży między jeziorami Wielkim, Podłużnym i Muszkackim.

## Historia
W 1637 wojewoda i starosta mścisławski Józef Korsak Głębocki ufundował tu klasztor bazylianów, na miejscu dawnego monasteru prawosławnego. Na miejscu drewnianego klasztoru w latach 1756–1767 wzniesiono murowany zespół kościelno-klasztorny w stylu barokowym według projektu J.K. Glaubitza. Klasztor i kościół wzniesione były na północnym brzegu jeziora Wielkiego. Przy klasztorze funkcjonowała sześcioklasowa szkoła. Po kasacie bazylianów klasztor i kościół w 1839 przejęli prawosławni. W okresie II Rzeczypospolitej kościół służył jako świątynia katolicka, a w dawnym klasztorze kwaterował Korpus Ochrony Pogranicza. W tym okresie we wsi wybudowano dwa domy w stylu zakopiańskim.
Według Powszechnego Spisu Ludności z 1921 roku zamieszkiwały tu 84 osoby, 38 było wyznania rzymskokatolickiego, 37 prawosławnego, a 9 mojżeszowego. Jednocześnie 74 mieszkańców zadeklarowało polską przynależność narodową, 9 żydowską, a 1 rosyjską. Było tu 19 budynków mieszkalnych. W 1931 w 11 domach zamieszkiwało 369 osób.
Wierni należeli do parafii rzymskokatolickiej w Głębokiem i prawosławnej w Hołubiczach. Miejscowość podlegała pod Sąd Grodzki w Głębokiem i Okręgowy w Wilnie; właściwy urząd pocztowy mieścił się w m. Podświle.
Po agresji sowieckiej na Polskę Armia Czerwona zajęła Berezwecz 18 września 1939. Dawny budynek klasztorny przekształcony został przez NKWD na więzienie śledcze. W czerwcu 1941 r., po wybuchu wojny niemiecko-sowieckiej, NKWD dokonało masakry więźniów politycznych przetrzymywanych w Berezweczu.
Po II wojnie światowej miejscowość leżała w BSRR.
W 1949 zburzono polski cmentarz wojskowy żołnierzy 19 pułku Ułanów Wołyńskich, ofiar wojny polsko-bolszewickiej, a na jego miejscu wybudowano domy mieszkalne dla pracowników kolonii. Z ocalałych fragmentów nagrobków utworzono lapidarium, znajdujące się na skraju kwatery żołnierzy polskich na cmentarzu „Kopciówka”. W 1970 zburzono kościół Bazylianów, stanowiący unikatowy zabytek wileńskiego baroku. Od 1991 Berezwecz leży w Republice Białorusi. Budynek poklasztorny jest nadal użytkowany jako więzienie.
Od września 2004 w Berezweczu działa żeński monaster prawosławny św. Michała Archanioła.

## Miejsce martyrologii

### Okupacja rosyjska
Po inwazji III Rzeszy na ZSRR NKWD podjęło likwidację więzienia (patrz Masakry więzienne NKWD 1941). Kilkaset osób zlikwidowano w klasztorze, a pozostałych kilka tysięcy więźniów poprowadzono w kolumnie marszowej (dwanaście osób w szeregu, przy długości kolumny około 1500 m) w kierunku Połock – Witebsk. Po opuszczeniu Berezwecza przez Armię Czerwoną mieszkańcy miejscowości dotarli na teren więzienia. Za klasztorem w nie zasypanych dołach leżały okaleczone ciała. W klasztorze po rozbiciu świeżego muru wysypały się ciała żywcem zamurowanych. Kolumna marszowa więźniów (bez jedzenia i picia) na „drodze śmierci” pozostawiała ciała. Więźniów zlikwidowano za Dźwiną w okolicach kołchozu Taklinowo (obecnie wieś Mikołajewo, koło Ułły) dnia 25 (26) czerwca 1941. Po nalocie niemieckiego samolotu, do kolumny więźniów położonej na drodze strzelano z karabinów maszynowych.

### Okupacja niemiecka
Od września 1941 klasztor użytkowali Niemcy. Było to miejsce kaźni: Rosjan, Białorusinów, Polaków, Żydów, Włochów i przedstawicieli innych narodowości. Więźniów mordowano na terenie klasztoru i lasu Borek położonego na zachodnim brzegu jeziora Wielkiego, przy folwarku Borek Łopatowski.
Na terenie lasu znajduje się zagospodarowany cmentarz. Po lewej stronie wejścia od cmentarza znajduje się napis na kamiennej płycie w języku białoruskim – „Tu pochowano ciała ponad 27 tysięcy wojennych więźniów obozu śmierci Berezwecz i około 200 włoskich żołnierzy zamordowanych przez niemieckich-faszystowskich zaborców w 1941–1944 latach”. Przy głównej alei leży 27 kamieni – każdy symbolizuje tysiąc zamordowanych.
Na terenie lasu, obok pomnika ofiar likwidacji głębockiego getta, w 2002 r. staraniem Rady Ochrony Pamięci Walk i Męczeństwa wzniesiono pomnik upamiętniający zamordowanych tu Polaków. Rozstrzelanych 4 marca 1942 roku i beatyfikowanych przez papieża Jana Pawła II 13 czerwca 1999 roku:
- ks. Mieczysława Bohatkiewicza
- ks. Władysława Maćkowiaka
- ks. Stanisława Pyrtka

Rozstrzelanych 4 lipca 1942 roku:
- członków Armii Krajowej
- ks. Bolesława Maciejewskiego (1897 – 1942), proboszcza parafii Niepokalanego Poczęcia Najświętszej Maryi Panny i św. Antoniego z Padwy w Postawach,
- ks. Romualda Dronicza (1897 – 1942), proboszcza parafii św. Jana Chrzciciela w Wołkołacie,
- ks. Adama Masiulanisa (1911 – 1942), proboszcza parafii św. Michała Archanioła w Łużkach,
- ks. dr Antoniego Skorko (1888 – 1942), proboszcza parafii św. Michała Archanioła w Woropajewie,
- o. Władysława Wieczorka (1903 – 1942), salezjanina z parafii Imienia Maryi w Parafianowie[9].

Historycy szacują, że na terenie cmentarza spoczywa około 30 tys. osób, w tym także ofiary NKWD z lat 1939–1941 i po roku 1944.

Galeria
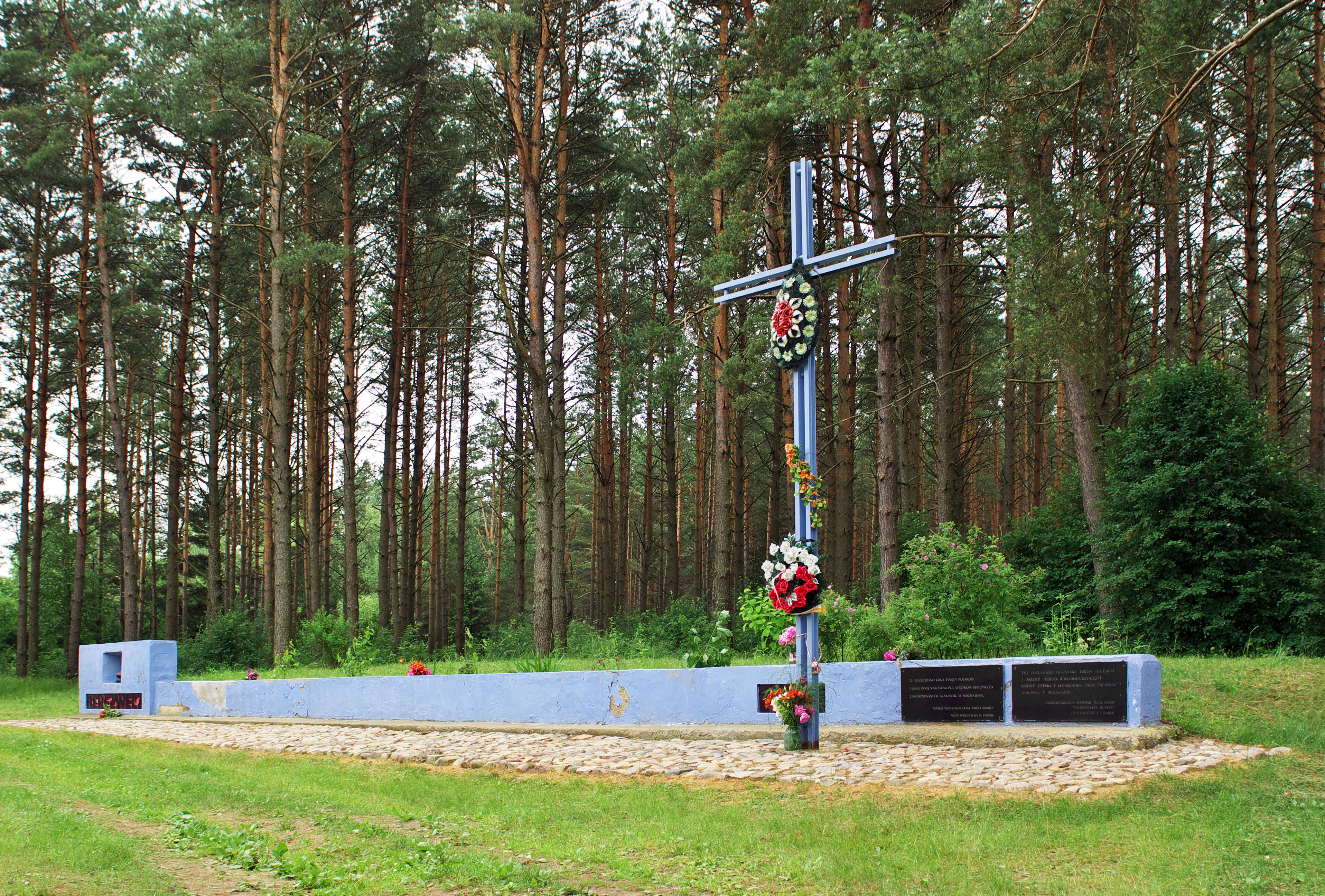
Pomnik w miejscu egzekucji kolumny więźniów więzienia w Berezweczu w pobliżu wsi Mikołajewo
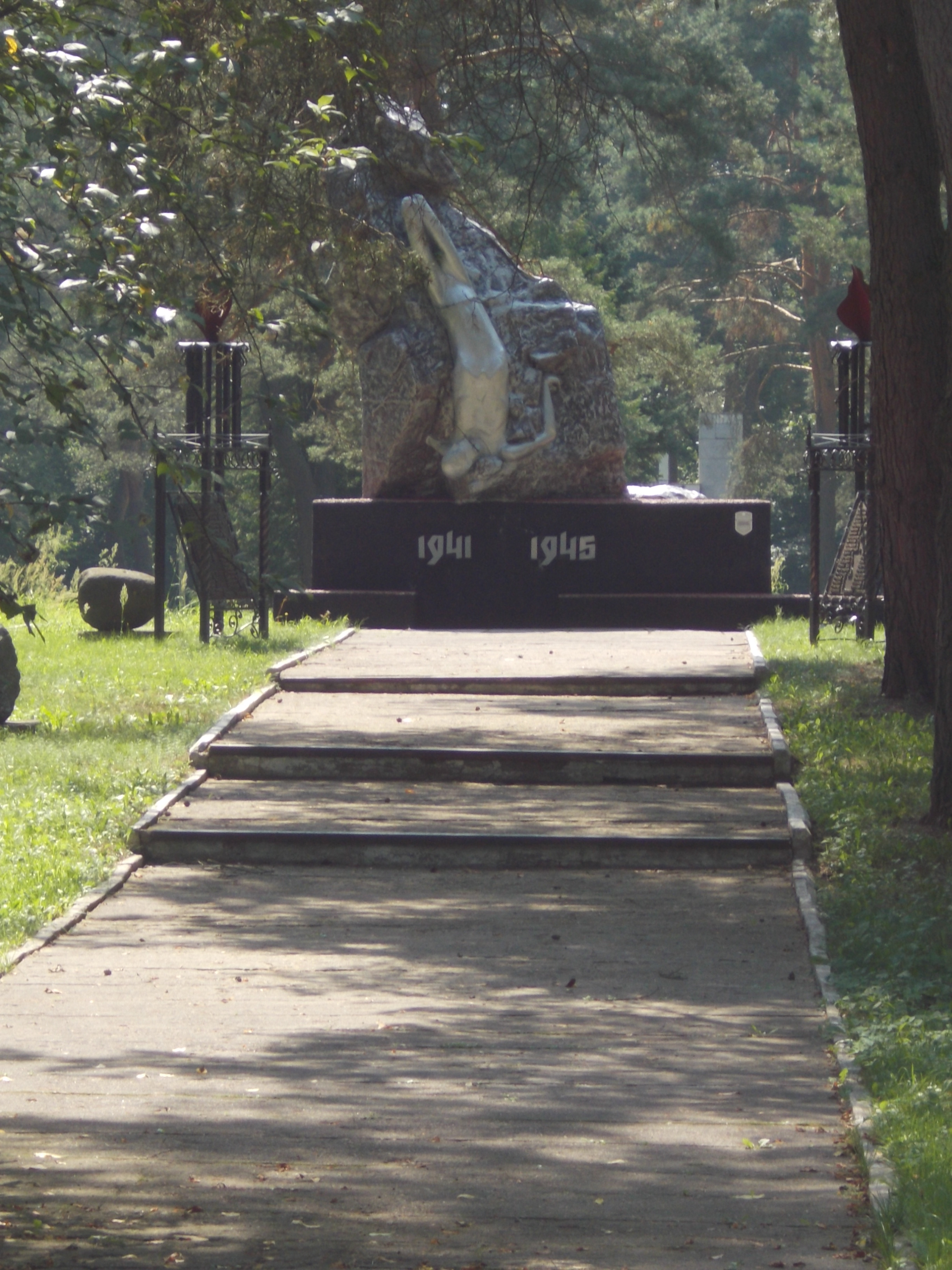
Pomnik na mogile ponad 27 tysięcy wojennych więźniów obozu śmierci Berezewecz i około 200 włoskich żołnierzy
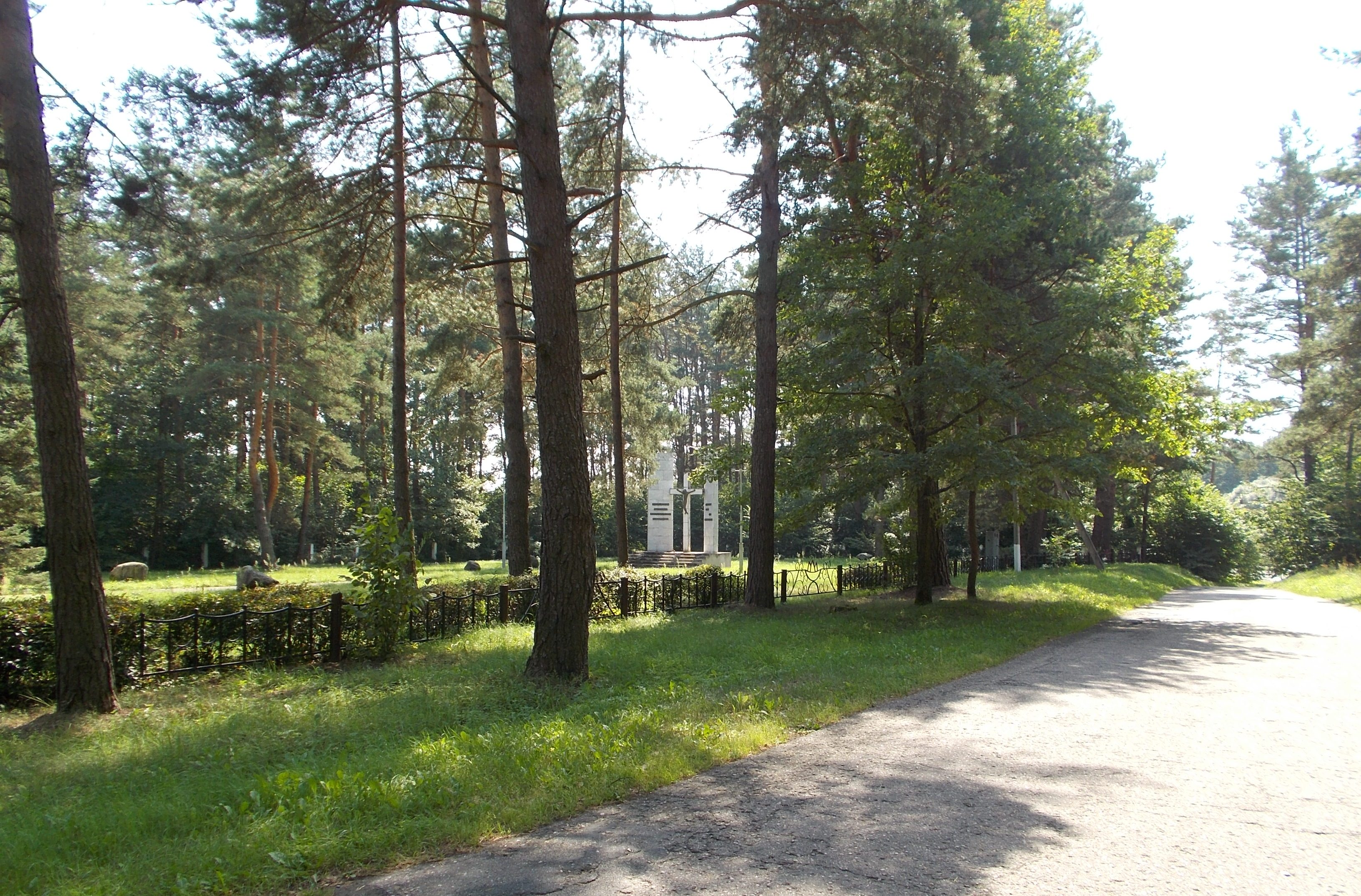
Pomnik tysięcy ofiar reżimów stalinowskiego i hitlerowskiego zamordowanych w klasztorze w Berezweczu
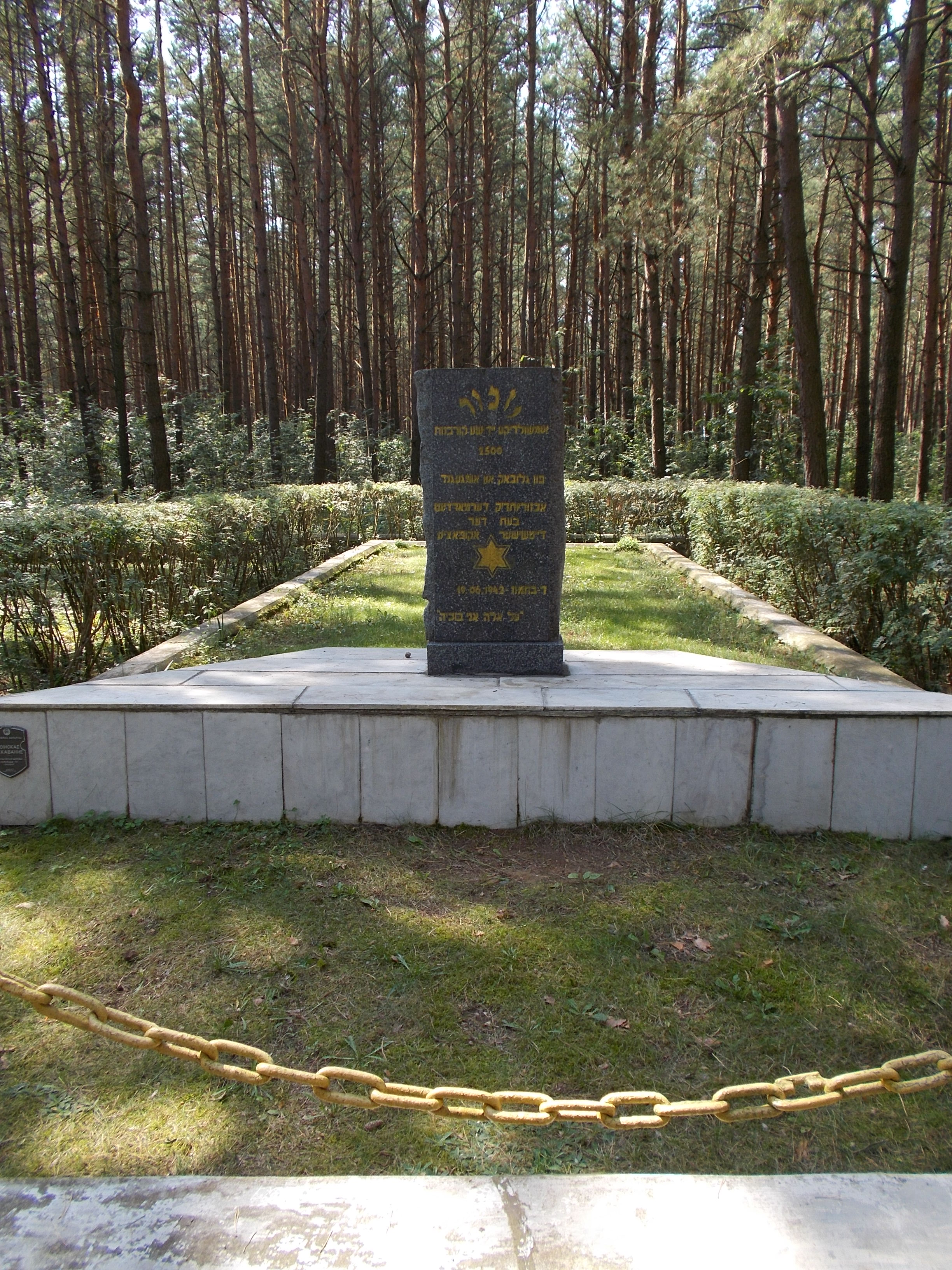
Zbiorowa mogiła upamiętniająca 2500 Żydów z Głębokiego i okolic
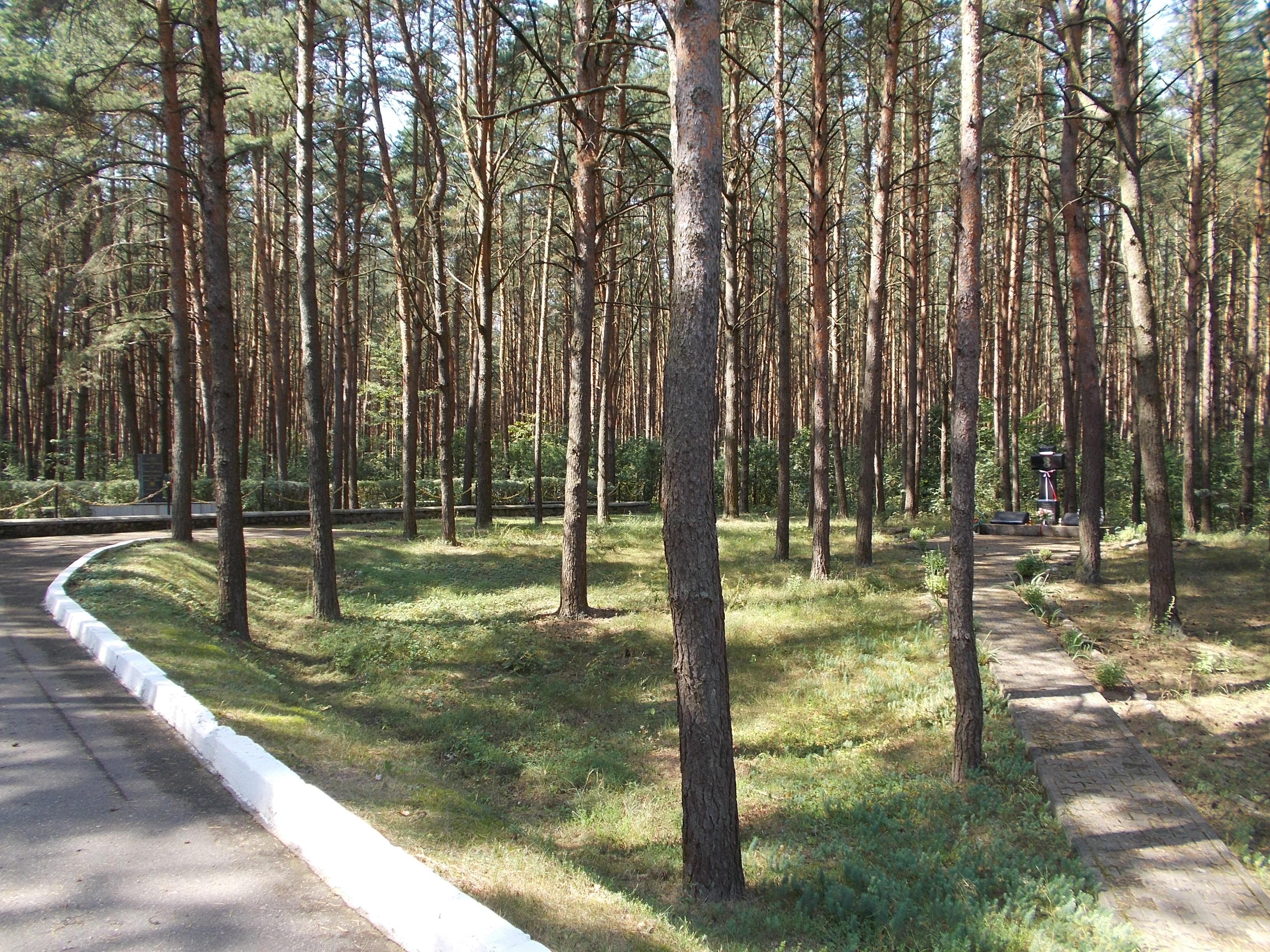
Po prawej grób Polaków, ofiar Niemców w 1942 roku